# Lucky Punch (Band)
Lucky Punch ist eine deutschsprachige Band aus Oranienburg in Brandenburg.

## Geschichte
Wie in dem Lied Speckgürtel Rock’n’Roll beschrieben, legt die Band ihr Gründungsdatum auf den 13. März 2009 in Klosterfelde fest. Im gleichen Jahr erschien in Eigenproduktion das Debütalbum Demo.
In den darauffolgenden Jahren bestritt Lucky Punch zahlreiche Konzerte auf diversen Clubtouren und spielte bei einer Vielzahl von Szenefestivals. Dies gipfelt im Jahr 2016 mit ihrem Auftritt auf dem „Punk and Disorderly“.
Mit ihren oft sexistischen und gewaltverherrlichenden Texten sorgten sie innerhalb der Szene für Gesprächsstoff. Eben wegen dieser oft überspitzten und expliziten Texte ist der Charakter der Band eher als Satire zu deuten.
Seit ihrer Gründung hat die Band hunderte Konzerte gespielt und trat unter anderem in den Vorprogrammen von Bands wie Pöbel & Gesocks, Die Kassierer und Mr. Review auf.
Im Jahr 2012 veröffentlichte Lucky Punch über das Label Puke Music das Album Mit Leib und Kehle. Nach Formationswechseln 2015 innerhalb der Band arbeitete Lucky Punch an dem Album Mit Gottes Segen schlagen wir auf des Teufels Pauke einen unterirdischen Cha Cha Cha, welches im März 2017 erschienen ist.

## Stil
Der Stil der Band vereinigt die unterschiedlichen Geschmäcker der Bandmitglieder. Mit ihrem Stil aus Oi!, Punkrock, Ska und Metal Einflüssen, gepaart mit Texten über Alkohol und Frauen ist Luckypunch Mitbegründer des Musikstils Kneipencore und prägten diesen bis heute nachhaltig.

## Diskografie
Alben
- 2009: Demo (CD, Eigenproduktion)
- 2012: Mit Leib und Kehle (CD, Puke Music)[2]
- 2017: Mit Gottes Segen schlagen wir auf des Teufels Pauke einen unterirdischen Cha Cha Cha (CD/LP)[3]

Sampler
- 2014: Tribute to Goyko Schmidt (LP)[4][5]
- 2016: Force Attack Sampler 2016 (CD)